# Карлична фасција
Карлична фасција  је анатомска струјтура које се састоји од паријеталне и висцералне фасције која облаже зидове и дно карлице, и често се заједнички описује у хирургији простате као ендопелвична фасција.
Париетална ендопелвична фасција је у наставку са попречном фасцијом и покрива карличне мишиће споља од фасцијалног тетивног лука. Висцерална ендопелвична фасција се шири пут унутра од тетивног лука, да би покрила мокраћну бешику и предњу страну простате, улази у састав карличних органа и перинеуралне и васкуларне овојнице. 